# Koszalin
Koszalin [koˈʂalʲin], deutsch Köslin, ist mit rund 106.000 Einwohnern eine Großstadt in der polnischen Woiwodschaft Westpommern. Die nach Stettin zweitgrößte Stadt der Woiwodschaft ist eine Regiopole und hat eine hohe regionale verkehrstechnische und wirtschaftliche Bedeutung. Die kreisfreie Stadt ist Sitz des Powiat Koszaliński.

## Geographie
Die Großstadt liegt in Hinterpommern, etwa 150 Kilometer nordöstlich der Stadt Stettin und 190 Kilometer westlich der Stadt Danzig. Zwölf Kilometer nördlich befindet sich die pommersche Ausgleichsküste, der der Jamunder See mit den beiden Badeorten Mielno (Groß Möllen) und Łazy (Laase) vorgelagert ist.
Im Osten und Süden ist die Stadt von großen Waldgebieten umgeben, in denen sich der 137 Meter hohe Gollenberg (Góra Chełmska) erhebt.

## Geschichte

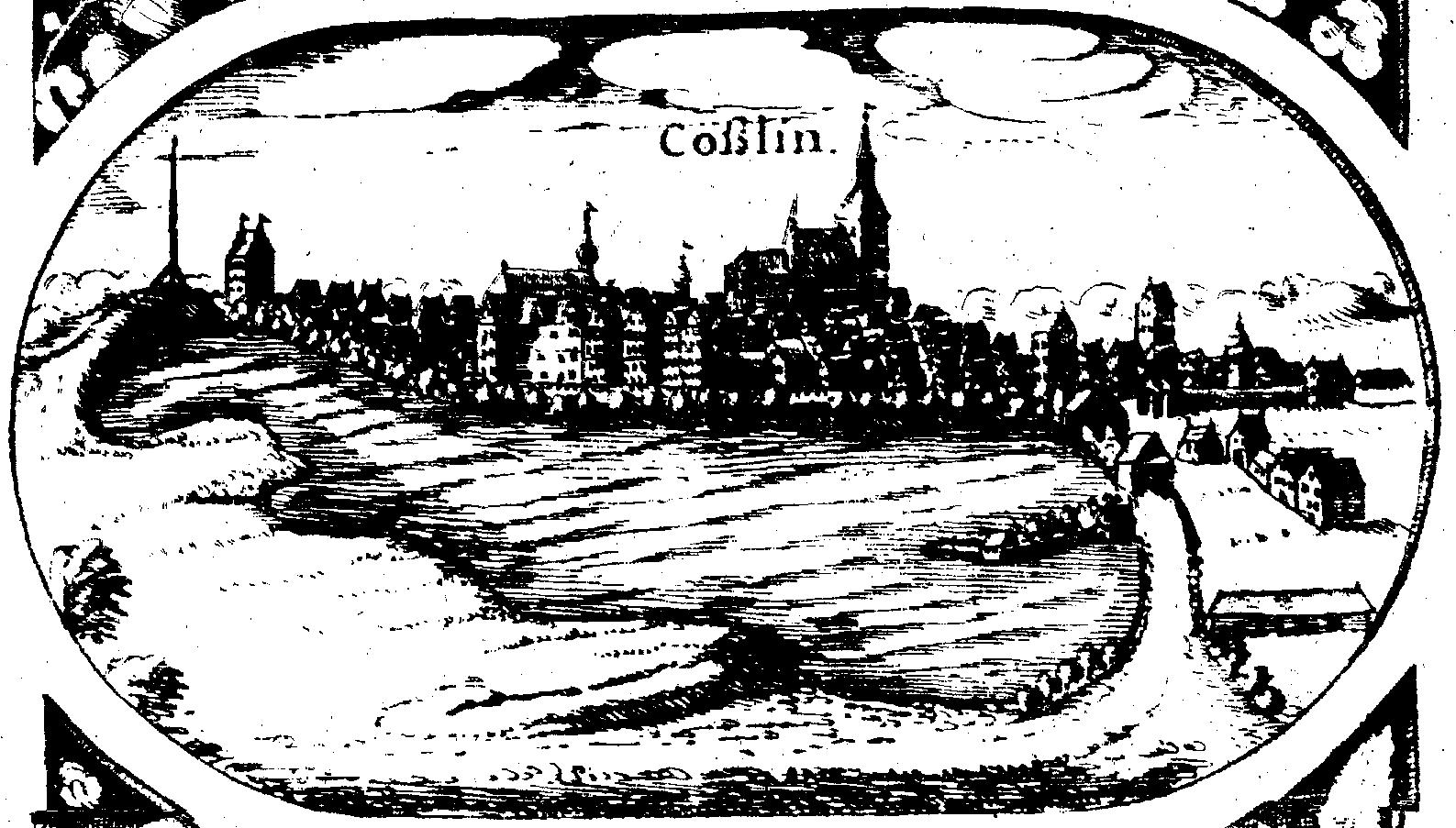
Stadtansicht von Cößlin auf der Großen Lubinschen Karte von 1618

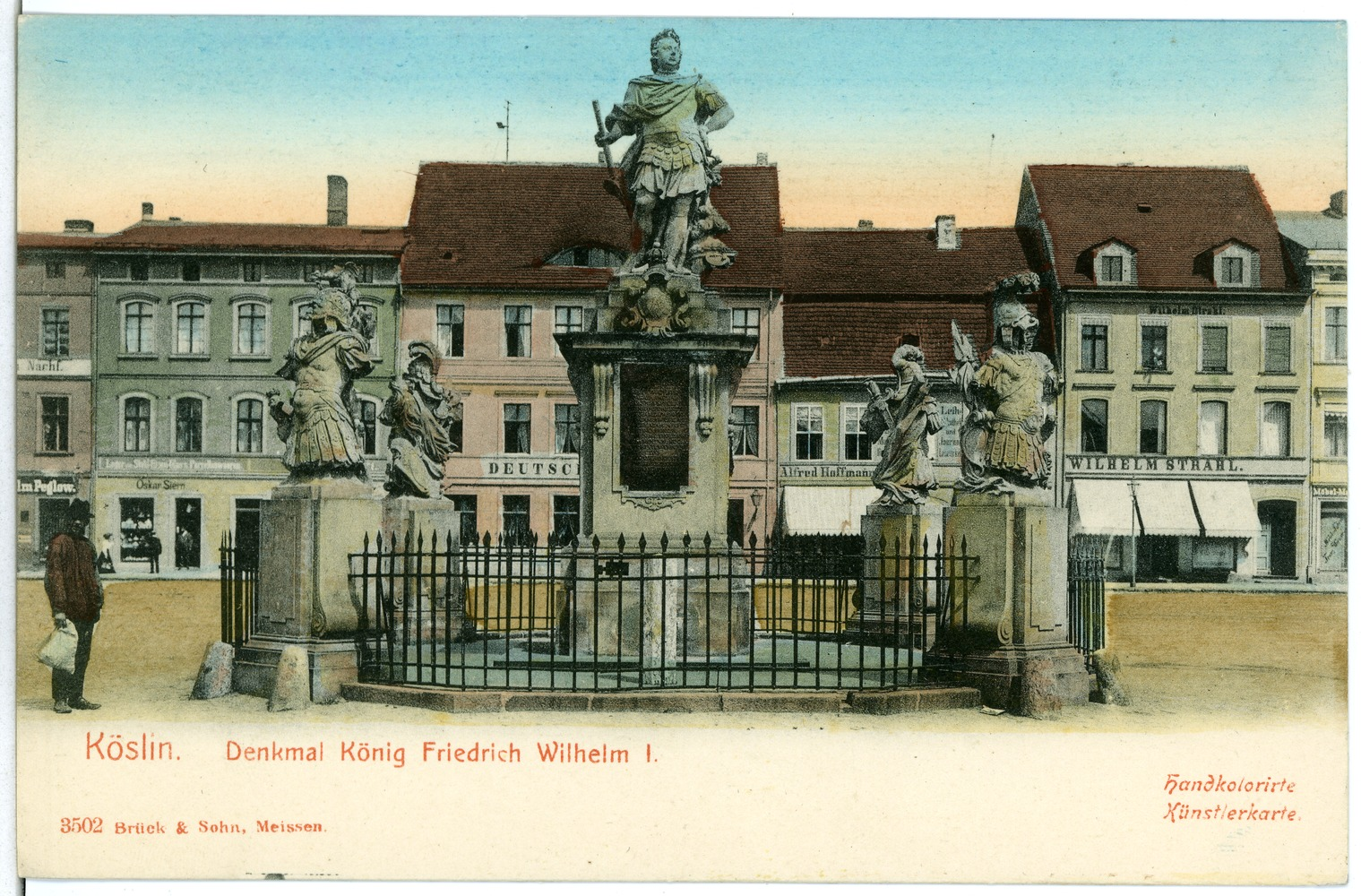
Denkmal für König Friedrich Wilhelm I. (1945 zerstört)

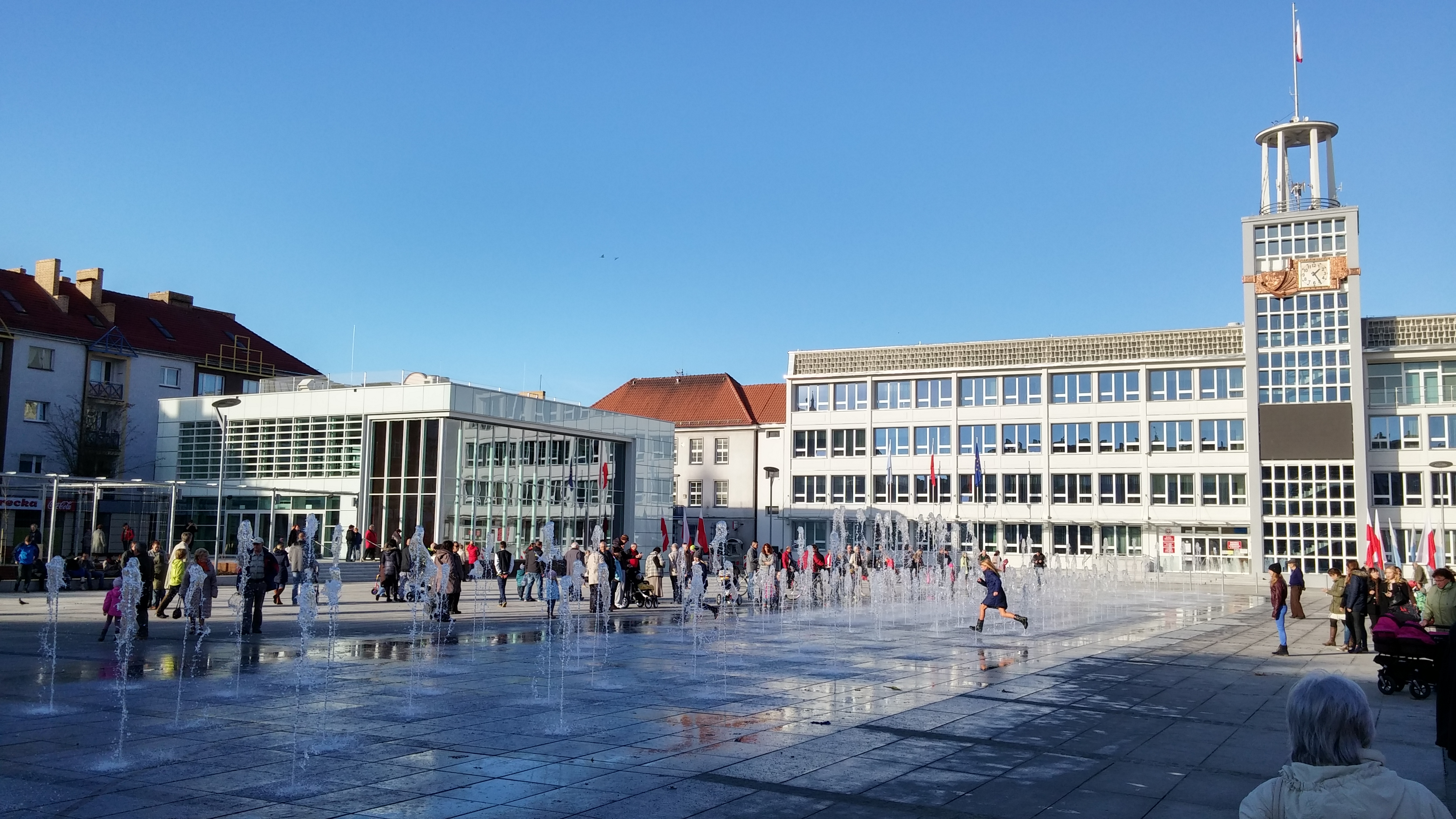
Rathaus von Koszalin, erbaut in den 1960er Jahren (der Vorgängerbau brannte 1945 vollständig aus)

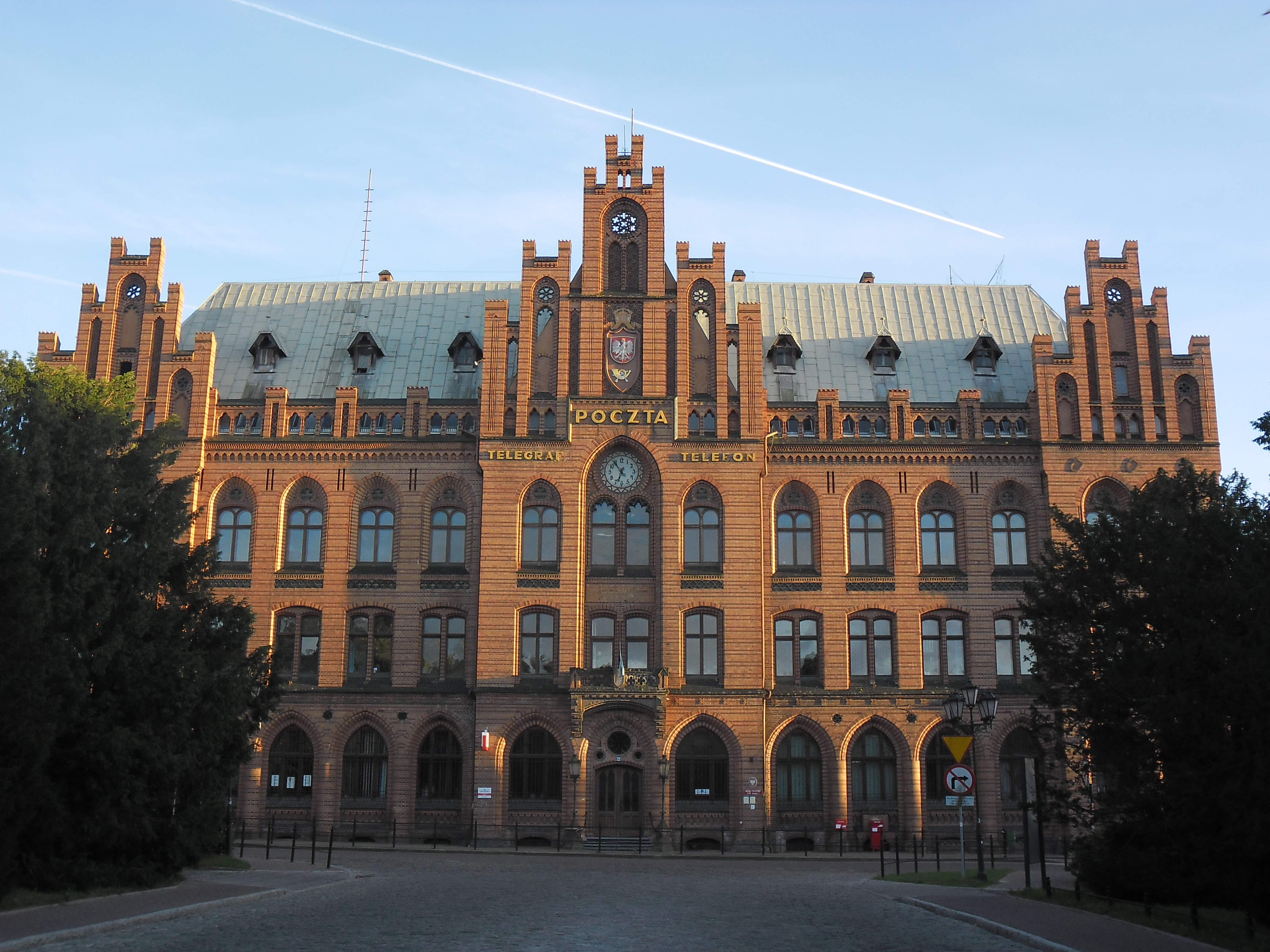
Kösliner Hauptpost

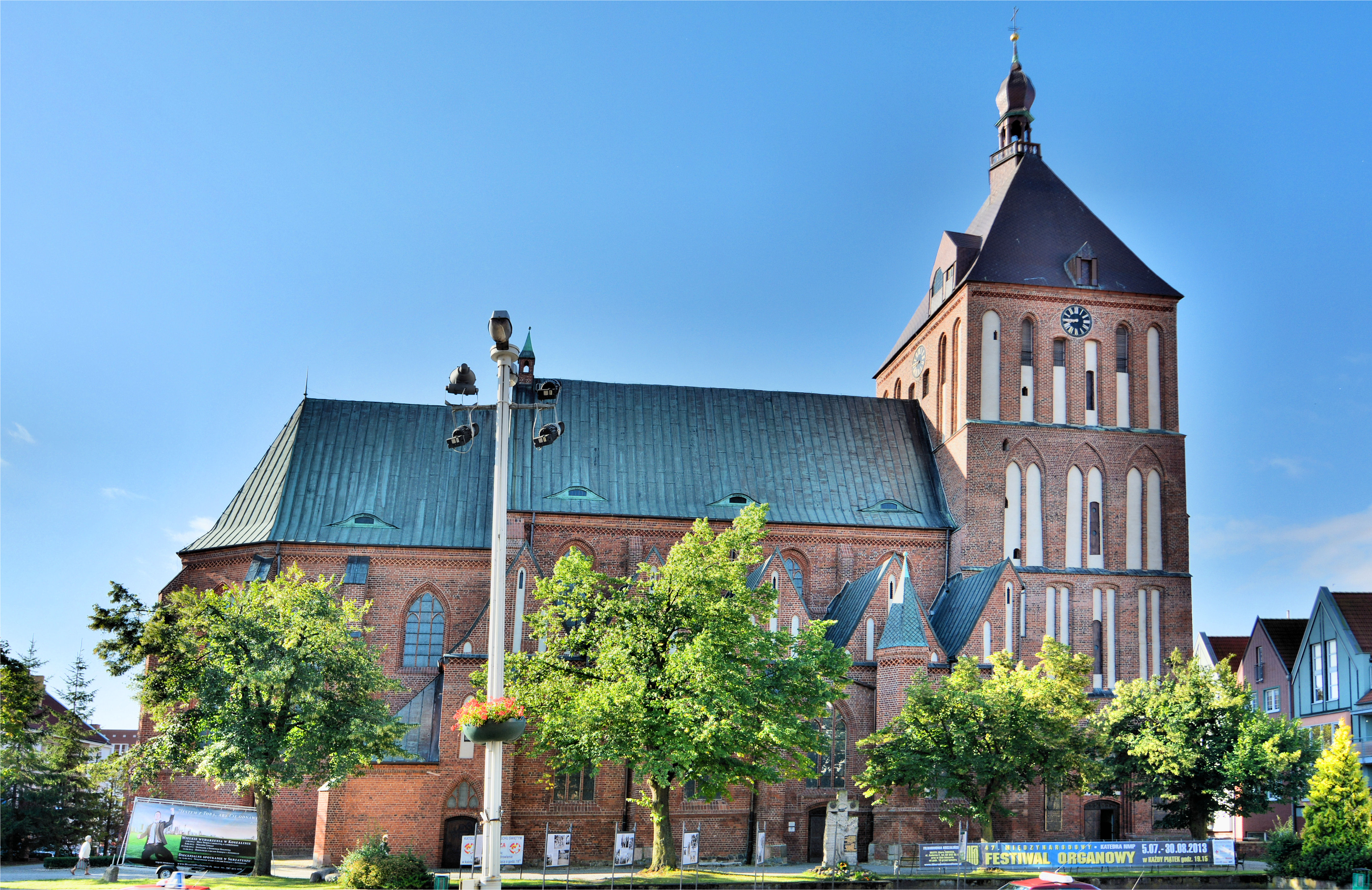
Domkirche St. Marien, bis 1945 Pfarrkirche der evangelischen Gemeinde Köslin

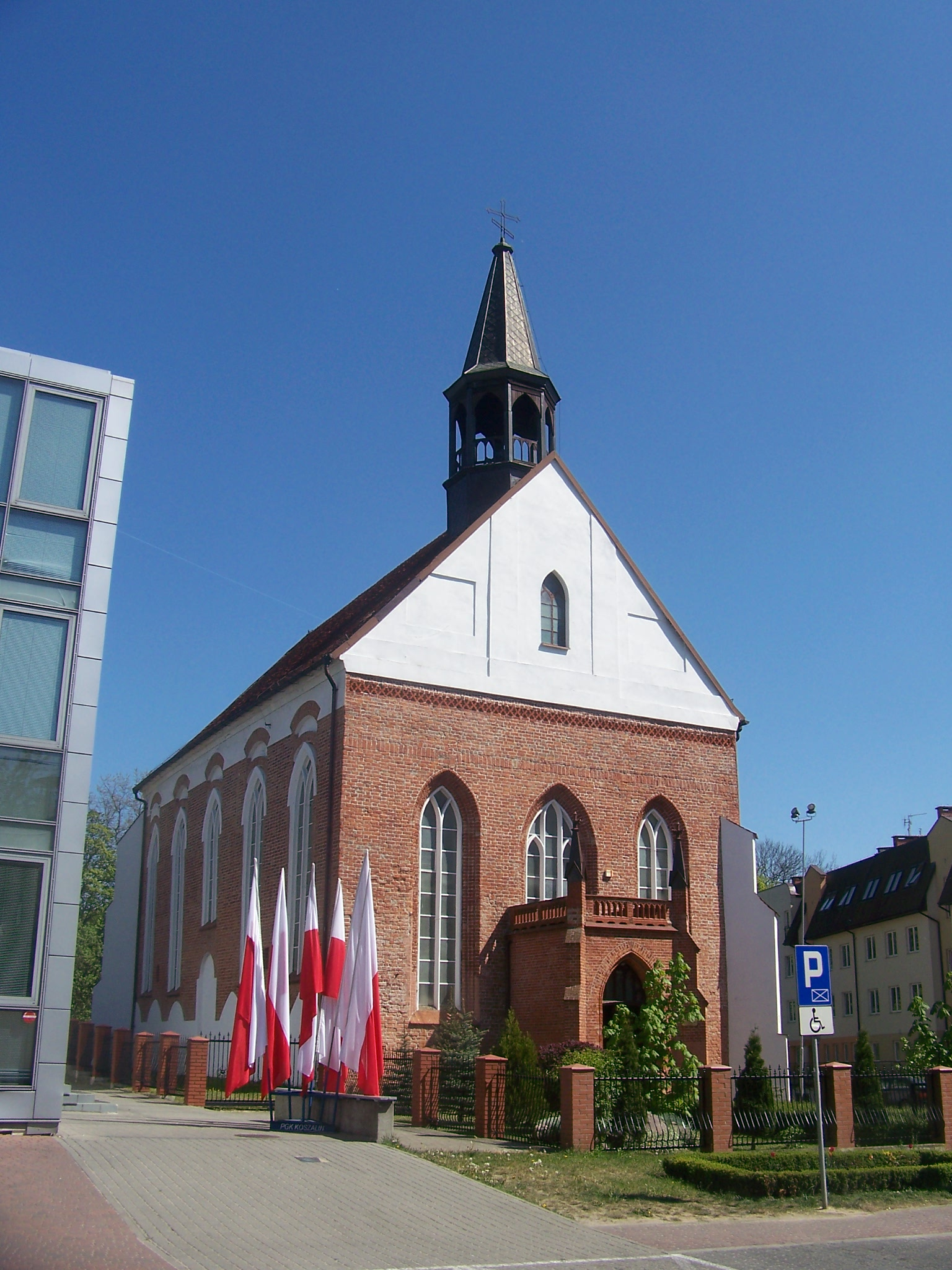
Orthodoxe Kirche, ehemalige Schlosskirche

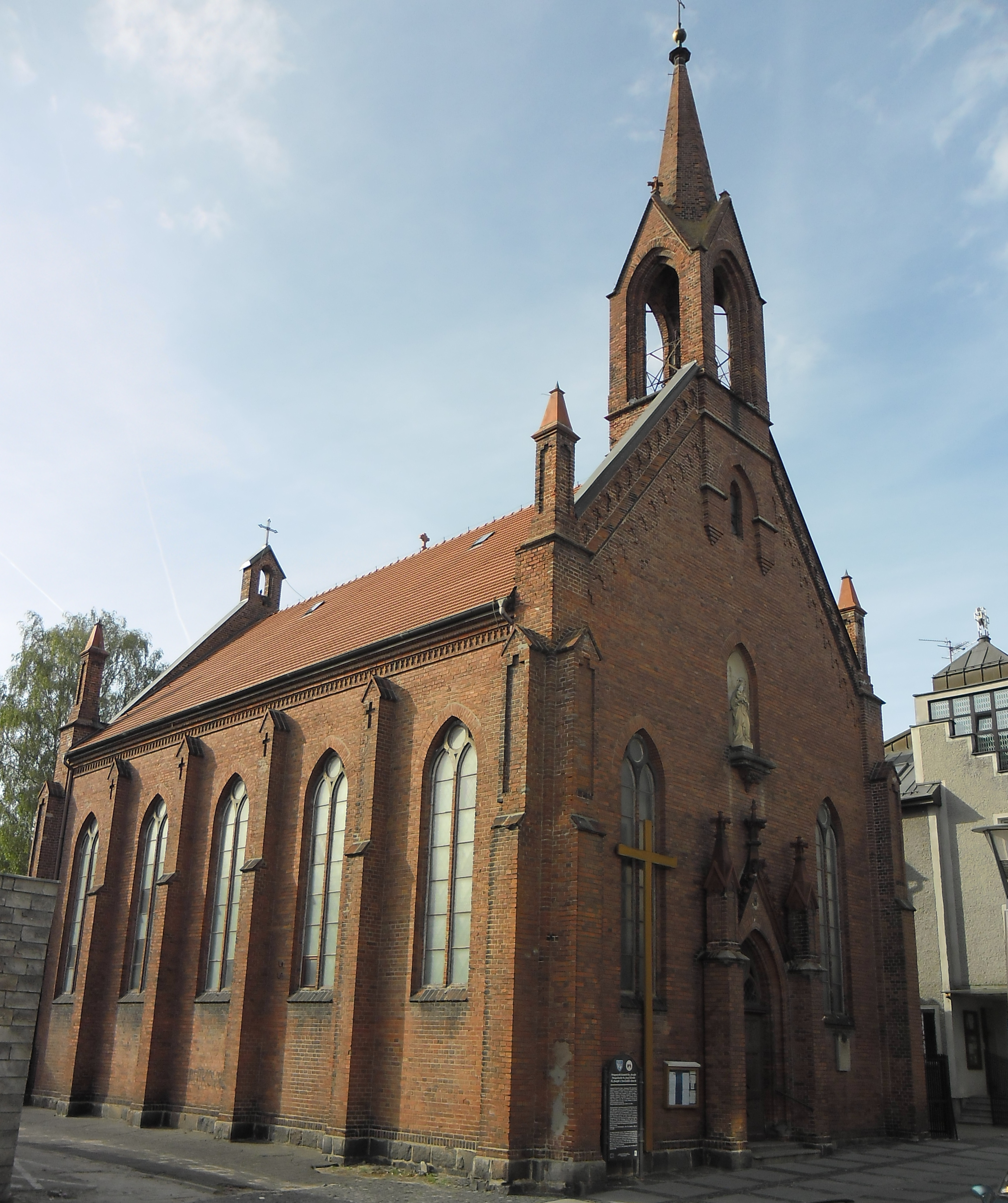
St.-Josef-Kirche

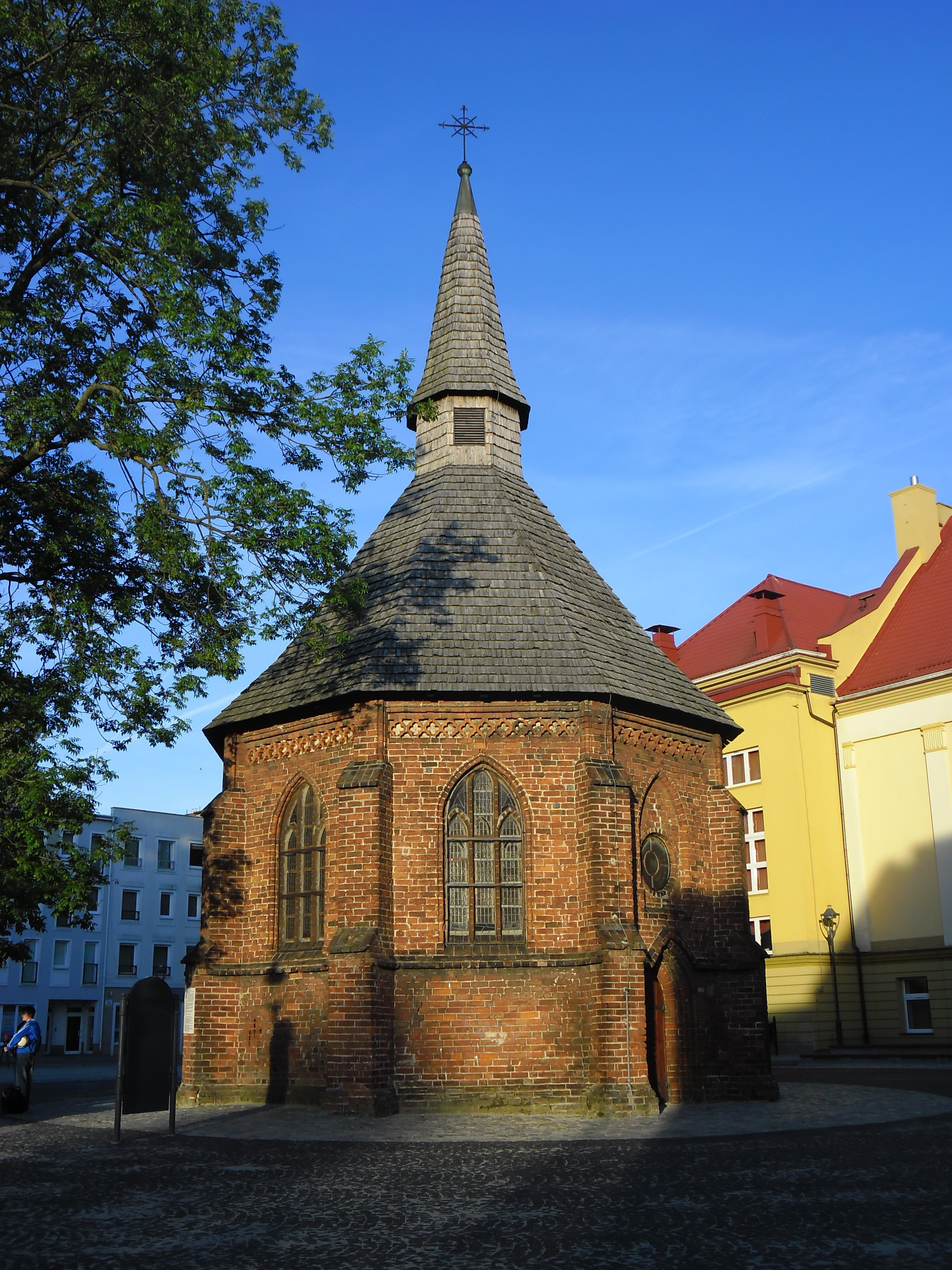
Evangelische Gertraudenkapelle

### 13. bis 18. Jahrhundert
Der Ort wurde 1214 als Dorf Cossalitz erstmals erwähnt in einer Schenkungsurkunde, in der Herzog Bogislaw II. von Pommern den Ort an das Kloster Belbuck schenkte. 1248 kam Cossalitz an das Bistum Cammin. Im Zuge der deutschen Ostkolonisation gründete der Camminer Bischof Hermann von Gleichen, zusammen mit den Deutschen Marquardt und Hartmann am 23. Mai 1266 die Stadt Cussalin, und zwar nach Lübischem Stadtrecht. Ab etwa 1300 wurde auch das Umland von Köslin von deutschen Bauern besiedelt.
Während des ausgehenden Mittelalters blieb Köslin beim Bistum Cammin und stand mit diesem von 1356 bis 1417/1422 unter der Oberhoheit des Teilfürstentums Pommern-Wolgast. Köslin lag an der bedeutenden Handelsstraße von Stettin nach Danzig und wurde Hansestadt. 1447 hatte Köslin eine erfolgreiche militärische Auseinandersetzung mit dem größeren, in der Hanse einflussreicheren und ebenfalls zu Cammin gehörenden Kolberg. 1486 geriet Köslin mit Cammin erneut an das Herzogtum Pommern und damit unter brandenburgische Oberhoheit.
Der Stadtbrand von 1504 leitete den Niedergang der Stadt ein. 1516 erließ der Stadtrat eine Willkür, welche die Nutzung der slawischen Sprache für Verhandlungen auf dem städtischen Markt untersagte. 1530 wurde das Herzogtum Pommern reichsunmittelbar. 1534 wurde die Stadt durch die Einführung der Reformation in Pommern evangelisch, elf Jahre später trat der erste protestantische Bischof von Cammin, Bartholomäus Suave, sein Amt an. 1556 wurde Cammin pommersche Sekundogenitur und Köslin nach der Einsetzung des Sohnes Herzogs Philipp I. Johann Friedrich als Titularbischof fürstbischöfliche Residenz. Johann Friedrich ließ 1569 bis 1574 ein Renaissance-Schloss erbauen, in dem bis 1622 die Herzöge von Pommern-Stettin als Bischöfe von Cammin residierten. Mehrere Pestepidemien und der Dreißigjährige Krieg schwächten die Bedeutung Köslins weiter.
Mit der Landung Gustav Adolfs an der Odermündung 1630 geriet Pommern mit Köslin unter schwedischen Einfluss und 1638 unter schwedische Verwaltung.
Mit dem Westfälischen Frieden kam Köslin 1648 mit Hinterpommern an den Kurfürsten von Brandenburg, den der Kaiser schon während des Krieges nach dem Aussterben der Greifenherzöge mit Pommern belehnt hatte.
Die nunmehr preußische Stadt zerstörte im Jahre 1718 erneut ein Brand fast völlig, sie wurde aber mit Hilfe König Friedrich Wilhelms I. wieder aufgebaut, der auch 1720 das Hofgericht Köslin für die „Pommerschen Hinterkreise“ einrichtete. Zum Dank widmeten ihm die Landstände Pommerns ein Denkmal in Köslin. Im Jahre 1747 wurde das Kösliner Konsistorium eingerichtet, die für die pommerschen Hinterkreise zuständige Gerichts- und Verwaltungsbehörde der evangelisch-lutherischen Kirche.

### 19. bis 21. Jahrhundert
1807 stand Köslin unter französischer Besatzung, blieb aber während der gesamten Napoleonischen Kriege Zeit preußisch.
Mit den Preußischen Verwaltungsreformen 1816 wurde die Stadt Cöslin (damalige Schreibweise) Kreisstadt des Landkreises Köslin und 1848 Sitz des Regierungspräsidenten des Regierungsbezirks Köslin in der preußischen Provinz Pommern.
1858 bis 1878 wurde die Eisenbahn von Stettin über Köslin und Stolp nach Danzig gebaut.
Mit Auflösung des Kreises Fürstenthum zum 1. September 1872 wurde Cöslin Sitz des Landrates für den neuen Kreis Cöslin (13. Dezember 1872). Die von Friedrich dem Großen im Jahre 1776 gegründete Kadettenschule wurde 1890 vom westpreußischen Culm nach Cöslin verlegt.

Stadtwappen
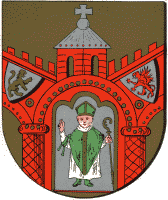
Stadtwappen von 1266 bis ins 15. Jahrhundert
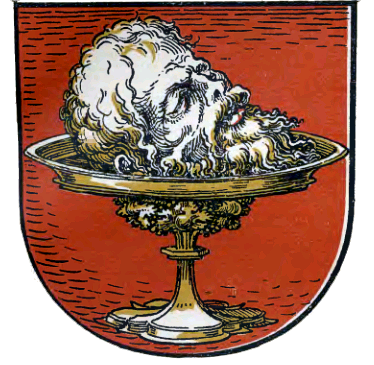
Stadtwappen vom 15. Jahrhundert bis 1938 mit Johannisschale.
Stadtwappen von 1938 mit Wolfsangel, entworfen von Otto Hupp[5] (in modifizierter Form verwendet bis 1959)[6][7]

Seit 1879 bestand das Landgericht Köslin. Um 1900 hatte Köslin ein Kadettenhaus (bis 1890 in Culm), ein Gymnasium, ein evangelisches Schullehrerseminar, eine Taubstummenanstalt, eine landwirtschaftliche Winterschule, eine Reihe unterschiedlicher Fabrikationsbetriebe sowie Produktionsstätten und war Sitz eines Landgerichts.
1911 eröffnete die Stadt eine städtische elektrische Straßenbahn, die 1913 zur Kösliner Stadt- und Strandbahn ausgebaut wurde. Sie wurde 1937/38 durch Omnibusse ersetzt.
Im Jahre 1924 baute kurzzeitig die Fahrzeugfabrik Traugott Onnasch in Köslin Kleinwagen. Die Regionalzeitung Kösliner Zeitung wurde in der Stadt bis zum Zweiten Weltkrieg publiziert.
In den 1920er Jahren wurde der Name Cöslin in Köslin geändert. Am 1. April 1923 verließ die Stadtgemeinde Köslin den Kreis Köslin und bildete bis zur Neuordnung nach dem Zweiten Weltkrieg einen eigenen Stadtkreis.
Um 1930 hatte die Gemarkung der Stadt Köslin eine Flächengröße von 86,7 km², und im Stadtgebiet standen zusammen 1843 Wohnhäuser an 22 verschiedenen Wohnorten.
1. Am Kickelberg
2. Augustenthal
3. Chausseehaus Hammerwald
4. Chausseehaus Kluß
5. Forsthaus Buchwald
6. Forsthaus Gollenberg
7. Forsthaus Hammerwald
8. Forsthaus Kluß
9. Friedrich-Wilhelm Vorstadt
10. Gollenthurm
11. Hohetor Vorstadt
12. Köslin
13. Mühlentor Vorstadt
14. Neuetor Vorstadt
15. Niedermühle
16. Papiermühle Kluß
17. Radeland
18. Stadthof
19. Wilhelmshof
20. Wilhelmsthal
21. Ziegelei Klitzke
22. Ziegelei Treptow

Im Jahr 1925 lebten in der Stadt Köslin 28.812 Einwohner, darunter 706 Katholiken und 170 Juden, die auf 7736 Haushaltungen verteilt waren.
Die Einführung des preußischen Gemeindeverfassungsgesetzes vom 15. Dezember 1933 führte zu einer einheitlichen Kommunalverfassung ab 1. Januar 1934. Die bisherige Stadtgemeinde Köslin erhielt die Bezeichnung Stadt. Mit Einführung der Deutschen Gemeindeordnung vom 30. Januar 1935 trat zum 1. April 1935 im Deutschen Reich eine neue einheitliche Kommunalverfassung in Kraft.
Bis 1945 war Köslin Hauptstadt des Regierungsbezirks Köslin in der preußischen Provinz Pommern im Deutschen Reich.
Ab Ende Januar 1945, gegen Ende des Zweiten Weltkriegs, als die bei Warschau durchgebrochene Rote Armee Ostpreußen vom übrigen Deutschland abzuschneiden drohte, zogen Flüchtlingstrecks aus Ost- und Westpreußen, ungefähr 65.000 Menschen, durch Köslin westwärts in Richtung Stettin. Mitte Februar beschloss das sowjetische Oberkommando nach dem Erreichen der Oder bei Küstrin, im nächsten Zug Pommern bis an die Ostsee zu besetzen. Nach dem Durchstoß bei Konitz nach Norden standen am 3. März sowjetische Truppen in Köslin.
Am 5. März 1945 besetzte die Rote Armee Köslin und brannte die Innenstadt nieder, wobei etwa 40 % der Bausubstanz zerstört wurden. Nach Einstellung der Kampfhandlungen wurde die Stadt seitens der sowjetischen Besatzungsmacht der Volksrepublik Polen zur Verwaltung überlassen. Deren Administration verwaltete den Ort unter dem im Polnischen vorher gebräuchlichen Namen Koszalin. Es begann nun die Zuwanderung polnischer und teils auch ukrainischer Migranten, die anfangs vorwiegend aus Gebieten östlich der Curzon-Linie kamen. Die vor der Roten Armee nicht geflohenen oder im Laufe des Frühlings 1945 zurückgekehrten Einwohner wurden bis 1947 Opfer der von der polnischen Administration durchgeführten „wilden“ Vertreibungen.
Für kurze Zeit war Koszalin Sitz der neuen polnischen Provinzverwaltung für ganz Hinterpommern. Nachdem Stettin ebenfalls unter polnische Verwaltung gestellt worden war, wurde die Provinzverwaltung 1946 dorthin verlegt.
Im Jahr 1950 wurde die Stadt zur Hauptstadt der Woiwodschaft Koszalin, die 1998 im Zuge der Verwaltungsreform abgeschafft und an die neue Woiwodschaft Westpommern angegliedert wurde.

### Demographie
| Jahr | Einwohner | Anmerkungen                                                                                   |
| ---- | --------- | --------------------------------------------------------------------------------------------- |
| 1740 | 02535     | [ 12 ]                                                                                        |
| 1782 | 02933     | davon 47 Juden                                                                                |
| 1791 | 03071     | davon 47 Juden                                                                                |
| 1794 | 03286     | davon 47 Juden                                                                                |
| 1812 | 03802     | davon 13 Katholiken und 28 Juden                                                              |
| 1816 | 04636     | davon 17 Katholiken und 60 Juden                                                              |
| 1831 | 06541     | davon 50 Katholiken und 104 Juden                                                             |
| 1832 | 06657     | in 641 Häusern, mit dem Militär                                                               |
| 1843 | 08114     | davon 78 Katholiken und 210 Juden                                                             |
| 1852 | 09298     | davon 61 Katholiken und 242 Juden                                                             |
| 1861 | 11.303    | davon 113 Katholiken und 278 Juden                                                            |
| 1867 | 13.575    | am 3. Dezember                                                                                |
| 1871 | 13.361    | am 1. Dezember, davon 12.628 Evangelische, 429 Katholiken, 23 sonstige Christen und 281 Juden |
| 1890 | 17.810    | davon 492 Katholiken und 323 Juden                                                            |
| 1900 | 20.417    | mit der Garnison (ein Bataillon Infanterie Nr. 54), davon 597 Katholiken und 251 Juden        |
| 1910 | 23.236    | auf einer Fläche von 9700 ha, darunter 22.229 Evangelische, 716 Katholiken und 173 Juden      |
| 1925 | 28.812    | davon 706 Katholiken und 170 Juden                                                            |
| 1933 | 30.389    | davon 28.996 Evangelische, 666 Katholiken, zwei sonstige Christen und 123 Juden               |
| 1939 | 31.937    | davon 29.112 Evangelische, 961 Katholiken, 704 sonstige Christen und 25 Juden                 |

## Stadtgliederung

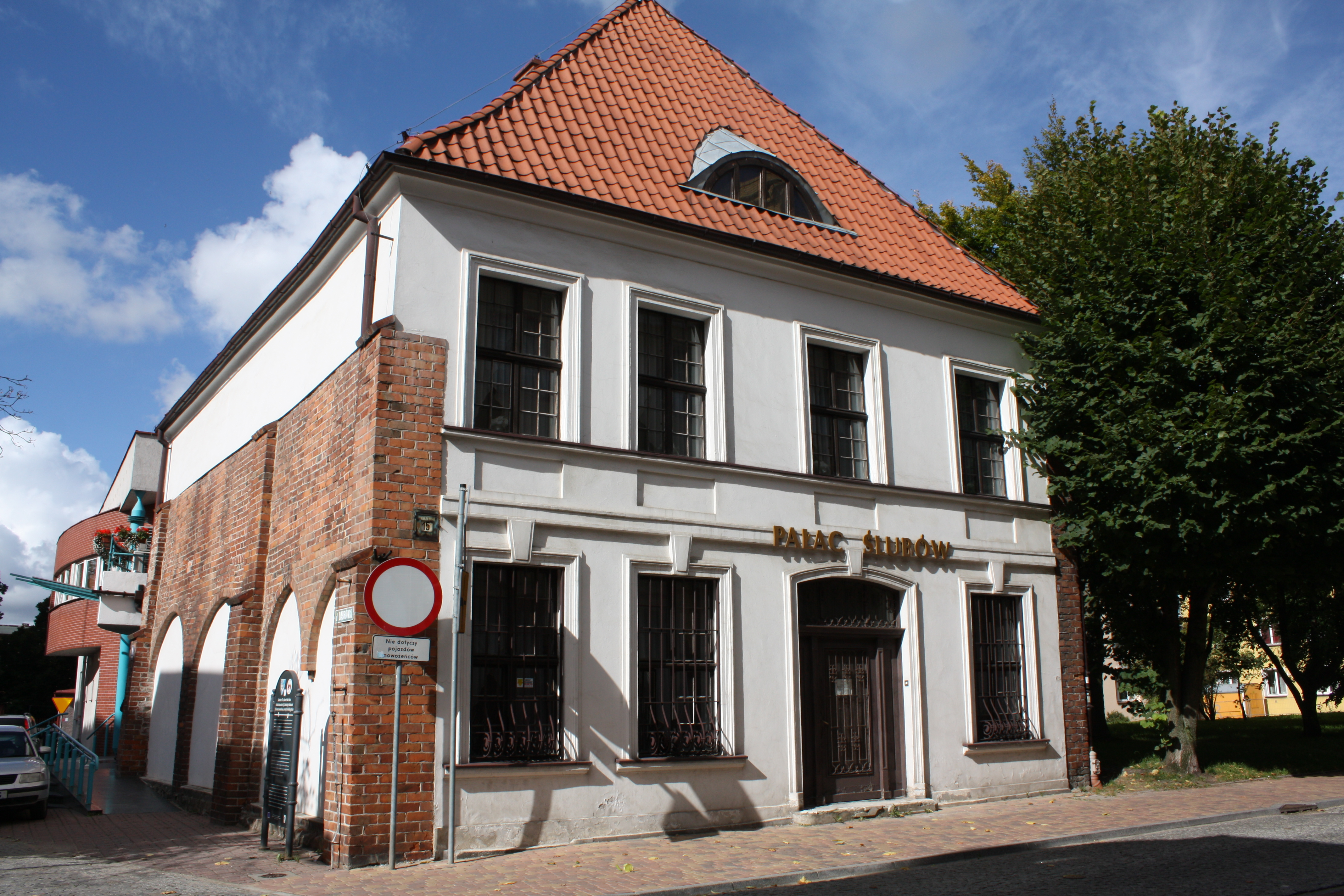
Standesamt

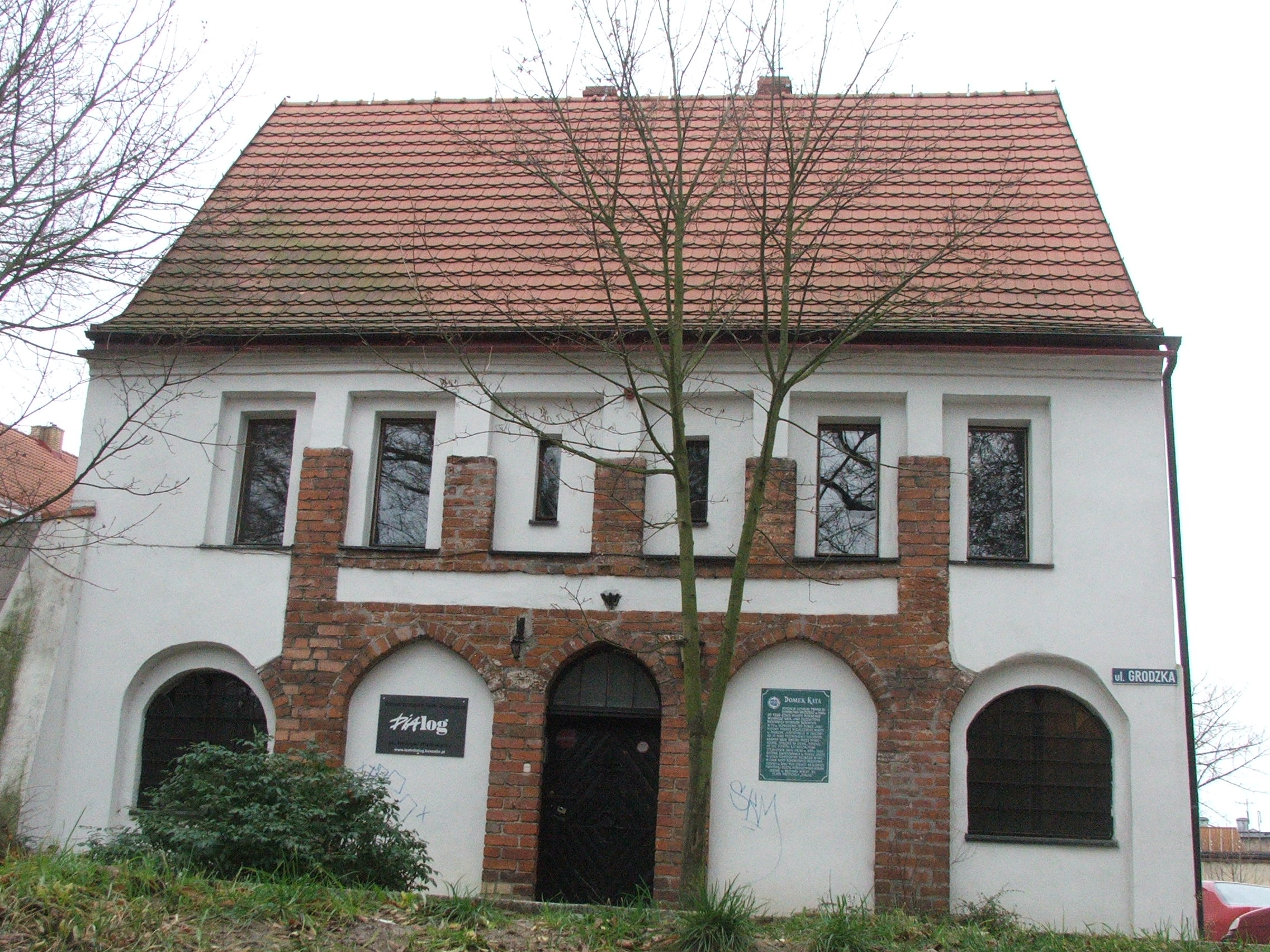
‚Haus des Henkers‘, heute als Theater genutzt

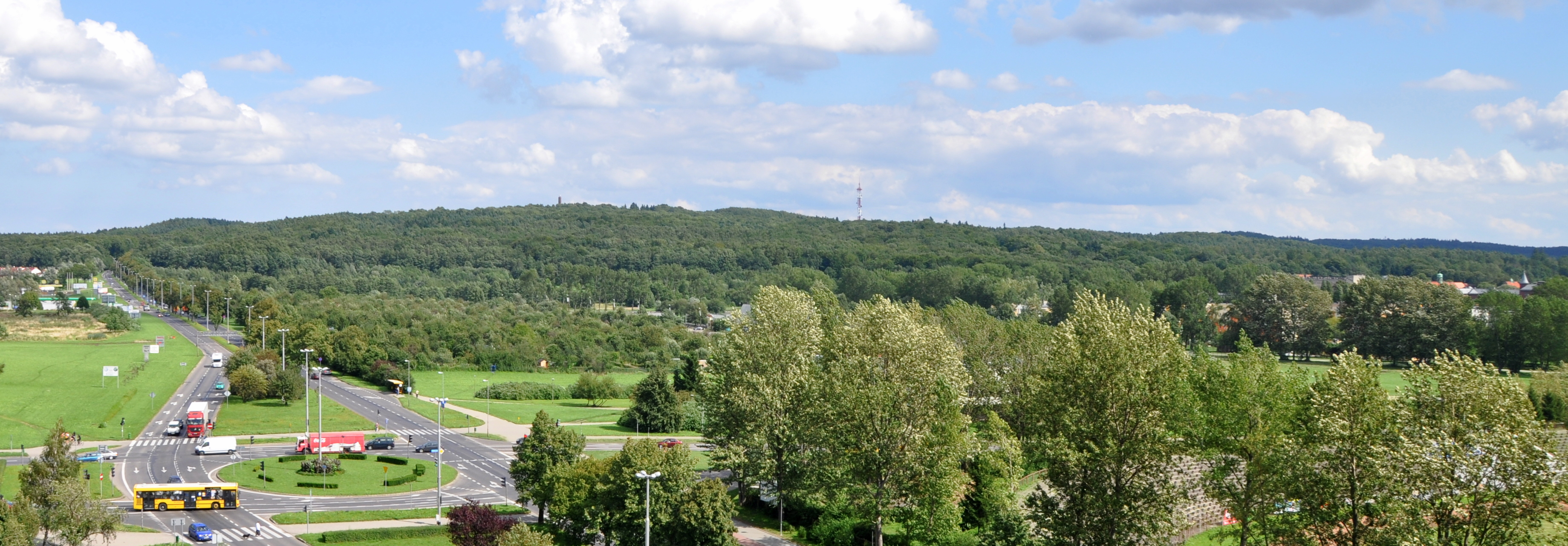
Gollenberg (Góra Chełmska) östlich der Stadt

Die kreisfreie Stadt Koszalin ist in 17 Stadtteile (osiedla, wörtlich „Siedlungen“) gegliedert:
1. Bukowe
2. Jedliny
3. im. Tadeusza Kotarbińskiego
4. Lechitów
5. Lubiatowo
6. Morskie
7. Na Skarpie
8. Nowobramskie
9. Rokosowo (Rogzow)
10. im. Jana i Jędrzeja Śniadeckich
11. Śródmieście
12. Tysiąclecia
13. im. Melchiora Wańkowicza
14. Wspólny Dom
15. Unii Europejskiej
16. Raduszka
17. Jamno–Łabusz (Jamund-Labus)

## Religionen
In Koszalin gibt es sechs römisch-katholische Pfarrkirchen, darunter die Kathedrale St. Marien, außerdem die Kapelle auf dem Gollenberg (Góra Chełmska) und die Rosenkranzkirche in Jamno. Seit 1972 ist die Stadt Sitz der Diözese Koszalin-Kołobrzeg. Am 1. Juli 1991 besuchte sie Papst Johannes Paul II.
Daneben gibt es die polnisch-orthodoxe Schlosskirche, die griechisch-katholische Mariä-Entschlafens-Kirche, das evangelisch-augsburgische Gemeindezentrum, eine Methodistenkirche und mindestens eine evangelisch-freikirchliche Gemeinde (Kirche Christi).
Bis 1945 gab es in Köslin die evangelische St.-Marien-Kirche und die Schlosskirche, die römisch-katholische St.-Josefs-Kirche, die Christuskirche der Methodisten, eine Neuapostolische Kirche und die Landeskirchliche Gemeinschaft sowie die große Synagoge. In Köslin befanden sich eine evangelische Superintendentur und ein Konsistorium.

## Verkehr
In der Stadt kreuzen sich die Landesstraßen DK6 (ehemalige deutsche Reichsstraße 2, heute auch Europastraße 28) und DK11 (ehemalige Reichsstraße 160). Außerdem beginnen in der Stadt die nach Süden führende Woiwodschaftsstraße DW167 und die nach Osten führende Woiwodschaftsstraße DW206.
Die Stadt ist Bahnknotenpunkt der Polnischen Staatsbahn (PKP). Hier verlaufen die PKP-Linien 202 (Gdańsk–Stargard (Stargard in Pommern–Danzig)) und 402 (Goleniów–Koszalin (Gollnow–Köslin)). Der nächste Flughafen ist in Stettin.

## Politik

### Stadtpräsident
An der Spitze der Stadtverwaltung steht ein Stadtpräsident. Seit 2010 war dies Piotr Jedliński, der zunächst der PO angehörte, diese aber verließ und 2024 mit seinem eigenen Wahlkomitee antrat, das auch von Polska 2050 unterstützt wurde. Die turnusmäßige Wahl 2024 brachte folgendes Ergebnis:
- Tomasz Sobieraj (Koalicja Obywatelska) 46,0 % der Stimmen
- Piotr Jedliński (Wahlkomitee „Piotr Jedliński – Stolz auf Koszalin“) 28,2 % der Stimmen
- Miłosz Janczewski (Prawo i Sprawiedliwość) 15,7 % der Stimmen
- Kazimierz Okińczyc (Wahlkomitee „Liga vom 7. April“) 5,2 % der Stimmen
- Jan Adamczyk (Wahlkomitee „Modernes Pommern“) 4,8 % der Stimmen

In der notwendigen Stichwahl setzte sich Sobieraj mit 51,0 % der Stimmen knapp gegen Amtsinhaber Jedliński, der aber einen Sitz im Stadtrat errang, durch und wurde neuer Stadtpräsident.
Die turnusmäßige Wahl 2018 brachte folgendes Ergebnis:
- Piotr Jedliński (Koalicja Obywatelska) 58,8 % der Stimmen
- Andrzej Jakubowski (Prawo i Sprawiedliwość) 22,9 % der Stimmen
- Wiktor Kamieniarz (Wahlkomitee Wiktor Kamieniarz) 8,3 % der Stimmen
- Mariusz Krajczyński (Wahlkomitee „Besseres Koszalin“) 5,1 % der Stimmen
- Stefan Romecki (Kukiz’15) 3,9 % der Stimmen
- Jerzy Zaroda (Sojusz Lewicy Demokratycznej / Lewica Razem) 2,6 % der Stimmen

Damit wurde Jedliński bereits im ersten Wahlgang wiedergewählt.

### Stadtrat
Der Stadtrat besteht aus 23 Mitgliedern (bis 2024: 25) und wird direkt gewählt. Die Stadtratswahl 2024 führte zu folgendem Ergebnis:
- Koalicja Obywatelska (KO) 49,7 % der Stimmen, 15 Sitze
- Prawo i Sprawiedliwość (PiS) 21,2 % der Stimmen, 4 Sitze
- Wahlkomitee „Piotr Jedliński – Stolz auf Koszalin“ 19,9 % der Stimmen, 4 Sitze
- Wahlkomitee „Liga vom 7. April“ 4,2 % der Stimmen, kein Sitz
- Wahlkomitee „Modernes Pommern“ 3,1 % der Stimmen, kein Sitz
- Übrige 1,8 % der Stimmen, kein Sitz

Die Stadtratswahl 2018 führte zu folgendem Ergebnis:
- Koalicja Obywatelska (KO) 50,5 % der Stimmen, 19 Sitze
- Prawo i Sprawiedliwość (PiS) 22,9 % der Stimmen, 6 Sitze
- Wahlkomitee „Besseres Koszalin“ 8,5 % der Stimmen, kein Sitz
- Sojusz Lewicy Demokratycznej (SLD) / Lewica Razem (Razem) 7,2 % der Stimmen, kein Sitz
- Wahlkomitee Wiktor Kamieniarz 7,2 % der Stimmen, kein Sitz
- Kukiz’15 3,7 % der Stimmen, kein Sitz

- KO: 15
- Wk: 4
- PiS: 4

### Partnerschaften
Koszalin unterhält Beziehungen mit zwölf Partnerstädten, das sind:
| Stadt                                | Land                | seit |
| ------------------------------------ | ------------------- | ---- |
| Albano Laziale                       | Italien             | 2008 |
| Bourges                              | Frankreich          | 1999 |
| Fuzhou                               | Volksrepublik China | 2007 |
| Gladsaxe                             | Dänemark            | 1990 |
| Iwano-Frankiwsk                      | Ukraine             | 2010 |
| Kristianstad                         | Schweden            | 2004 |
| Lida                                 | Belarus             | 1993 |
| Neubrandenburg                       | Deutschland         | 1987 |
| Neumünster                           | Deutschland         | 1990 |
| Roermond                             | Niederlande         |      |
| Schwedt/Oder                         | Deutschland         | 2004 |
| Seinäjoki                            | Finnland            | 1988 |
| Berliner Bezirk Tempelhof-Schöneberg | Deutschland         | 1995 |
| Trakai                               | Litauen             | 2019 |

### Patenschaft
Die Stadt Minden hat 1953 die Patenschaft für die Stadt Köslin, im Sinne einer Patenschaft für die vertriebenen Kösliner, übernommen. Die Patenschaft besteht bis heute.

## Kultur und Sehenswürdigkeiten

### Historische Bauten
- Die katholische Kathedrale St. Marien war von 1534 bis 1945 evangelische Stadtpfarrkirche. Die dreischiffige Basilika aus der Backsteingotik wurde zwischen 1300 und 1333 erbaut. Der 57 Meter hohe Frontturm[25] wird von einem Pyramidendach mit barocker Laterne bekrönt. Von der historischen Innenausstattung blieben nur die Statuen des gotischen Hochaltars erhalten, dessen vier überlebensgroße Skulpturen der Madonna, Johannes des Evangelisten sowie der Bischöfe Adalbert von Prag und Otto von Bamberg im Chor aufgestellt wurden. Die restlichen bilden, auf einem Stahlgerüst befestigt, einen modernen Altar.[26] Die Domorgel ein Instrument der Firma Schlag & Söhne aus Schweidnitz von 1899 mit 50 Registern – das in einem neugotischen Prospekt von 1842 eingebaut ist – ist eine bekannte Konzertorgel der Region.[27]
- Das moderne Rathaus von Koszalin von 1960 bis 1962 steht diagonal gegenüber der Stelle des 1945 zerstörten, alten Rathauses am Marktplatz.
- Die achteckige Gertraudenkapelle wurde 1383 im gotischen Stil errichtet und dient der evangelischen Gemeinde als Gotteshaus.
- Schlosskirche: Der um die Wende vom 14. zum 15. Jahrhundert entstandene gotische Kernbau der Schlosskirche war ursprünglich die Klosterkirche der Zisterzienserinnen, die zwischen 1278 und den 1550er Jahren in Köslin ihren Sitz hatten. Die Kirche wurde in den folgenden Jahrhunderten mehrfach umgestaltet, der Umbau zur Schlosskirche erfolgte 1602 bis 1609. Im 19. Jahrhundert wurde die Kirche schließlich neugotisch überformt. Heute wird die Kirche von einer orthodoxen Gemeinde genutzt.
- Die erhaltenen Überreste der mittelalterlichen ringförmigen Stadtmauer aus dem 14. Jahrhundert, die ursprünglich 1600 m lang war und drei Stadttore sowie 46 Wachtürme aufwies.
- Gotischen Ursprungs sind das Standesamt sowie das Haus des Henkers, ein stadteigenes Gebäude, in dem die Familie des Scharfrichters wohnte (Hinrichtungen wurden bis ins 19. Jahrhundert auf öffentlichen Plätzen Köslins vorgenommen).
- Der Müllerpalast, der zwischen 1880 und 1897 entstand; er beherbergt heute ein Museum.
- Die St. Josef-Kirche, ein neugotischer Backsteinbau, der 1868 für die im Jahr 1857 gegründete katholische Gemeinde errichtet wurde.
- Das Gebäude des Hauptpostamts, ein neugotischer Backsteinbau von 1884 und Sitz der Oberpostdirektion bis 1943.
- Das neugotische Gebäude der Poliklinik.
- Das Gebäude des Kösliner Staatsarchivs, ein neugotischer Backsteinbau. In dem ehemaligen preußischen Staatsarchiv des Regierungsbezirks Köslin werden heute u. a. pommersche Grundbuchakten und Kirchenbücher aus der Zeit vor dem Zweiten Weltkrieg aufbewahrt.
- Der Brauereikomplex, ein neugotischer Backsteinbau.

### Naturdenkmäler
- Der Hexenbaum, ein Bergahorn am Großen Wall.

## Persönlichkeiten

### Ehrenbürger
- Karl Adolf Lorenz (1837–1923), deutscher Musiker und Komponist, städtischer Musikdirektor in Stettin, 1910 zum Ehrenbürger ernannt[28]

### Söhne und Töchter der Stadt
- Peter Becker (1491–1563), genannt Peter Artopoeus, deutscher Theologe und Reformator, wirkte als Lehrer in Köslin, Rügenwalde und Stettin
- Johannes Freder (1510–1562), deutscher evangelisch-lutherischer Theologe und Kirchenlieddichter
- Johann Martini (1558–1629), deutscher Schulmann, Rektor der Marienschule zu Danzig
- Andreas Hakenberger (1574–1627), deutscher Komponist und Kapellmeister
- Anton von Schlieffen (1576–1650), deutscher Offizier in kaiserlichen und schwedischen Diensten
- Gregor Lagus (1586–1652), deutscher Theologe
- Jakob Fabricius (1593–1654), deutscher evangelisch-lutherischer Theologe, Kirchenliederdichter und Prediger
- Johannes Micraelius (1597–1658), deutscher Dichter, Philosoph und Historiker
- Samuel Plaster (1618–1678), deutscher evangelischer Geistlicher und theologischer Schriftsteller
- Gabriel Schweder (1648–1735), deutscher Rechtsgelehrter
- Gottfried von Lehnsfeld (1664–1701), in Wien enthaupteter Offizier der kaiserlichen Armee
- Ewald Christian von Kleist (1715–1759), deutscher Dichter und Offizier
- Christian David Lenz (1720–1798), deutsch-baltischer Geistlicher, Generalsuperintendent in Livland
- Christian Friedrich Helwing (1725–1800), deutscher Buchhändler und Bürgermeister von Lemgo
- George Friedrich Felix von Bonin (1749–1818), preußischer Landrat
- August Christian Ludwig von Puttkamer (1750–1836), preußischer Landrat, Kriegs- und Domänenrat und Oberrechnungsrat
- Ludwig August von Stutterheim (1751–1826), preußischer Offizier, zuletzt General der Infanterie
- Heinrich Wilhelm von Schlieffen (1756–1842), preußischer Offizier, zuletzt Generalleutnant und Direktor des Invalidenwesens
- Martin Friedrich van Alten (1762–1843), preußischer Baubeamter und Hochschullehrer
- Gabriel von Liebenroth (1772–1857), preußischer Generalleutnant
- Heinrich Samuel Gottlieb von Schaper (1782–1846), preußischer Generalleutnant
- August Ernst Braun (1783–1859), deutscher Jurist, Politiker und Bürgermeister von Köslin
- Wilhelm von der Horst (1786–1874), deutscher Offizier, preußischer Generalleutnant
- Friedrich Dagobert Deetz (1812–1871), deutscher Kommunalpolitiker, Oberbürgermeister von Frankfurt (Oder) und Mitglied des Preußischen Herrenhauses
- Ferdinand Karkutsch (1813–1891), deutscher Kaufmann, Sozialaktivist und Philanthrop
- Rudolf Meinecke (1817–1905), Unterstaatssekretär im Preußischen Finanzministerium
- Johannes Neumann (1817–1886), Gutsbesitzer und Mitglied des Deutschen Reichstags
- Rudolf Julius Emanuel Clausius (1822–1888), deutscher Physiker
- Hermann Grieben (1822–1890), deutscher Journalist und Dichter
- Bruno Bucher (1826–1899), deutscher Kunstschriftsteller und Direktor des Museums für angewandte Kunst in Wien
- Hermann Haken (1828–1916), deutscher Jurist und Politiker, Oberbürgermeister von Stettin
- Carl Süßnapp (1828–1891), deutscher Porträtmaler, Kupferstecher und Lithograf
- Robert Hildebrand (1830–1896), deutscher Jurist und Mitglied des Deutschen Reichstags
- Friedrich Hermann Gustav Hildebrand (1835–1915), deutscher Botaniker
- Karl Edel (1837–1921), deutscher Psychiater und Gründer einer privaten Heilanstalt in Berlin-Charlottenburg
- Karl Adolf Lorenz (1837–1923), deutscher Dirigent, Komponist und Musikpädagoge
- Bill Müller (1840–1930), Kapitän und Politiker
- Adolf von Thermo (1845–1905), preußischer Generalmajor
- Sophie Meyer (1847–1921), deutsche Malerin der Düsseldorfer Schule
- Karl Conradt (1847–1922), deutscher Klassischer Philologe und Gymnasiallehrer
- Paul Thoemer (1851–1918), deutscher Architekt und ranghoher preußischer Baubeamter
- Ludwig Conradt (1853–1920), deutscher Händler, Farmer und Gelegenheitsdichter in Südwestafrika
- Joachim von Bonin (1857–1921), deutscher Politiker (Freikonservativ), preußischer Landtagsabgeordneter, Landrat in Apenrade und Stormarn
- Traugott Bredow (1859–1928), deutscher Ministerialbeamter
- Georg Mannkopff (1859–1933), deutscher Landrat
- Lothar Heffter (1862–1962), deutscher Mathematiker
- Gustav von Houwald (1862–1945), Regierungsvizepräsident in Arnsberg
- Ulrich Hoffmann (1866–1936), preußischer Generalmajor
- Viktor Lampe (1869–1932), deutscher Kirchenverwaltungsjurist und Präsident des Landeskirchenamts in Hannover
- Hans Richert (1869–1940), deutscher Schulreformer
- Carl Tägert (1869–1946), deutscher Konteradmiral
- Elise Troschel (1869–1952), Ärztin
- Waldemar Moritz (1870–1948), deutscher Landrat
- Emil Piegsa (1873–1952), deutscher Politiker (SPD), Mitglied im Gothaer Landtag
- Bogislav von Selchow (1877–1943), deutscher Schriftsteller, Marineoffizier und Freikorpsführer
- Hans Grade (1879–1946), deutscher Flugpionier und Automobilbauer
- Richard Fleischhut (1881–1951), deutscher Fotograf, Bordfotograf auf Transatlantikschiffen
- Claus Hempel (1883–1952), Offizier in der Luftwaffe der Wehrmacht
- Karl Holzfäller (1884–1945), deutscher Politiker (KPD), OdF
- Herbert Oberländer (1885–1944), deutscher Bibliothekar
- Fritz von Brodowski (1886–1944), deutscher Offizier, zuletzt Generalleutnant
- Friedrich Wendel (1886–1960), deutscher Journalist und Autor
- Otto von Heydebreck (1887–1958), deutscher Journalist
- Alexander Andrae (1888–1979), General der Artillerie im Zweiten Weltkrieg
- Peter von Heydebreck (1889–1934), deutscher Freikorpsführer, Politiker (NSDAP) und SA-Führer
- Karl Minning (1889–1972), deutscher Politiker (SPD), Mitglied des Abgeordnetenhauses von Berlin
- Georg Wendt (1889–1948), deutscher Politiker (SPD, SED), Mitglied des Reichstages
- Kurt Klemme (1890–1965), deutscher Bergassessor und Vorstand der Hoesch Bergwerks A.G.
- Walther John (1893–1971), deutscher Lehrer und Klassischer Philologe
- Karl Passarge (1893–1967), deutscher Politiker und Verwaltungsfachmann, Staatssekretär im ZEL der britischen Zone
- Kurt Crohn (1896–1944), deutscher Pädagoge, Opfer des Nationalsozialismus
- Fritz Latzke (1900–1958), deutscher Politiker (USPD, KPD)
- Albrecht Wodtke (1901–1983), Ministerialbeamter in Bonn
- Herbert Achterberg (1903–1983), deutscher evangelischer Geistlicher
- Heinz Pollay (1908–1979), deutscher Dressurreiter, Olympiasieger 1936
- Ekkehard Kyrath (1909–1962), deutscher Kameramann
- Karl-Heinz Schäfer (1911–1985), deutscher Pädiater, Rektor der Universität Hamburg
- Rudolf Jürgen Bartsch (1921–2000), deutscher Schriftsteller, Kabarettist und Sprecher
- Martin Ruhnke (1921–2004), deutscher Musikwissenschaftler und Hochschullehrer
- Ilse Donath (* 1923), deutsche Tischtennismeisterin 1952
- Botho Lucas (1923–2012), deutscher Akkordeonist, Komponist und Chorleiter
- Hans-Joachim Preil (1923–1999), deutscher Theaterautor, Regisseur und Komiker
- Leslie Baruch Brent (1925–2019), britischer Immunologie und Zoologe mit deutsch-jüdischen Eltern, entdeckte mit dem Nobelpreisträger Peter Brian Medawar die erworbene immunologische Toleranz
- Artur Pommerenke (1925–2018), deutscher Politiker (NDPD), Vorsitzender des NDPD-Bezirksvorstandes Rostock
- Klaus Gerth (1926–2012), deutscher Germanist und Hochschullehrer
- Hans Strutz (1926–2019), deutscher Museologe
- Karl-Otto Habermehl (1927–2005), deutscher Arzt und Virologe
- Rudolf Rüthnick (* 1928), deutscher ehemaliger Politiker (SED), Generalforstmeister und Stellvertreter des Ministers für Land-, Forst- und Nahrungsgüterwirtschaft der DDR
- Manfred Sader (1928–2006), deutscher Psychologe und Gestalttheoretiker
- Merten Drevs (1934–2022), deutscher Jurist in der Finanzverwaltung, Staatssekretär in Mecklenburg-Vorpommern
- Ekkehard Schneck (1934–2023), deutscher Kirchenmusiker
- Heidi Lambert-Lang (1937–2023), deutsche Juristin, Richterin am deutschen Bundesgerichtshof von 1981 bis 2002
- Helga Scholz-Hoppe (* 1937), deutsche Juristin, Richterin am Bundesgerichtshof
- Manfred Krüger (1938–2019), deutscher Gelehrter, 1980–2010 Professor für Philosophie an der Fachhochschule Ottersberg
- Gisela Kurkhaus-Müller (* 1938), Malerin, Grafikerin und Salonnière
- Ingo Wolff (* 1938), deutscher Ingenieurwissenschaftler, emeritierter Universitätsprofessor für Elektrotechnik an der Universität Duisburg-Essen
- Peter Hühn (* 1939), deutscher Anglist, pensionierter Professor an der Universität Hamburg
- Eva Peters (* 1939), deutsche Politikerin (CDU)
- Gudrun Reinhardt (* 1939), deutsche Politikerin (CDU)
- Wolfgang Eichler (* 1940), deutscher Germanist, Sprachwissenschaftler und Hochschullehrer
- Waltraud Nowarra (1940–2007), deutsche Schachspielerin
- Peter-Christian Graf von Bothmer (* 1941), deutscher Brigadegeneral des Heeres der Bundeswehr
- Goran Ebel (1941–2019), deutscher Schauspieler
- Gisela Tuchtenhagen (* 1943), deutsche Kamerafrau, Filmeditorin und Filmregisseurin
- Ludwig Braun (* 1943), deutscher Altphilologe und Hochschullehrer
- Brigitte Broch (* 1943), deutsche Szenenbildnerin
- Gert-Martin Greuel (* 1944), deutscher Mathematiker und Hochschullehrer
- Martin Onnasch (* 1944), deutscher evangelisch-lutherischer Theologe
- Oda Wischmeyer (* 1944), deutsche Theologieprofessorin
- Dieter Birr („Maschine“) (* 1944), deutscher Rockmusiker (Puhdys)
- Angelika Zahrnt (* 1944), deutsche Politikerin, Vorsitzende des Bundes für Umwelt und Naturschutz in Deutschland (1998–2007)
- Marian Tałaj (* 1950), Judoka
- Anka Grupińska (* 1956), Sachbuchautorin und Journalistin
- Dariusz Zelig (* 1957), Basketballspieler
- Mirosław Okoński (* 1958), Fußballspieler
- Andrzej Radomski (* 1961), Ringer
- Kuba Wojewódzki (* 1963), Journalist und Comedian
- Zuzanna Skiba (* 1968), Künstlerin
- Mirosław Trzeciak (* 1968), Fußballspieler
- Sławomir Kurkiewicz (* 1975), Jazzmusiker
- Michał Karnowski (* 1976), Journalist und Publizist
- Kasia Cerekwicka (* 1980), Sängerin
- Marzena Diakun (* 1981), Dirigentin
- Jakub Różalski (* 1981), Maler, Illustrator und Konzeptkünstler
- Łukasz Żal (* 1981), Kameramann
- Krzysztof Dys (* 1982), Jazzmusiker
- Sebastian Mila (* 1982), Fußballspieler
- Schwesta Ewa (* 1984), Rapperin
- Sławomir Kuczko (* 1985), Schwimmer
- Joanna Majdan (* 1988), Schachspielerin
- Natalia Chudzik (* 1989), Fußballspielerin
- Natalia Kowalska (* 1989), Rennfahrerin
- Klaudia Kulon (* 1992), Schachspielerin
- Jakub Dyjas (* 1995), Tischtennisspieler
- Kacper Kozłowski (* 2003), Fußballspieler
- Adrian Przyborek (* 2007), Fußballspieler

### Persönlichkeiten, die in der Stadt gewirkt haben
- George Bogislav von Bonin (1701–1764), preußischer Justizjurist, Präsident des Hofgerichts in Köslin von 1749 bis 1764
- Ewald George von Pirch (1728–1797), preußischer Justizjurist, Präsident des Hofgerichts in Köslin von 1769 bis 1797
- August Gottlieb Ludwig Hering (1736–1770), deutscher Jurist, Hofgerichtsrat in Köslin und Dichter evangelischer geistlicher Lieder
- Paul Brandt (~1753–?), preußischer Jurist, Bürgermeister von Köslin von 1776 bis 1787
- Johann Ernst Benno (1777–1848), deutscher Schriftsteller, arbeitete als Regierungsbeamter in Köslin
- August Ernst Braun (1783–1859), deutscher Jurist, Polizeidirektor und Bürgermeister von Köslin
- Heinrich Beitzke (1798–1867), deutscher Militärschriftsteller, lebte nach seinem Abschied aus der Armee in Köslin
- Friedrich Röder, (1808–1870), deutscher Philologe und Gymnasiallehrer, Direktor des Gymnasiums in Köslin von 1861 bis zu seinem Tode
- Ludwig Josephson (1809–1877), deutscher ev.-luth. Pfarrer, Herausgeber und Schriftsteller, von 1858–1863 Rektor des Lehrerseminars in Köslin
- Rudolf Virchow (1821–1902), Mediziner, besuchte von Mai 1835 bis Ostern 1839 das Gymnasium Köslin[29]
- Bernhard Presting (1831–1908), deutscher Religionspädagoge, wirkte als Schulrat in Köslin
- Rudolf Hanncke (1844–1904), deutscher Historiker, Professor am Gymnasium in Köslin
- Vally von Rüxleben (1864–1941), deutsche Schriftstellerin, lebte von 1890 bis 1902 in Köslin
- Hermann Kasten (1866–1946), deutscher Lehrer, Heimatforscher und Dichter, war Schulrektor in Köslin
- Walther Zubke (1882–nach 1934), deutscher Jurist und Politiker (DNVP), wirkte seit 1911 als Rechtsanwalt in Köslin und wurde hier Stadtverordnetenvorsteher und Landtagsabgeordneter
- Richard Schallock (1896–1956), deutscher Politiker (SPD, später SED), wirkte in der Weimarer Republik in Köslin und war im Mai und Juni 1945 Bürgermeister von Köslin
- Paul Dahlke (1904–1984), deutscher Schauspieler, wuchs in Köslin auf
- Dietrich Bonhoeffer (1906–1945), deutscher lutherischer Theologe, führte von 1937 bis 1939 in Köslin und in Groß Schlönwitz die illegale Vikarausbildung für die Bekennende Kirche fort